# Liste der Kulturdenkmäler in Limburg an der Lahn
Die folgende Liste enthält die in der Denkmaltopographie ausgewiesenen Kulturdenkmäler auf dem Gebiet  der  Stadt Limburg an der Lahn, Landkreis Limburg-Weilburg, Hessen.
Hinweis: Die Reihenfolge der Denkmäler in dieser Liste orientiert sich zunächst an Stadtteilen und anschließend der Anschrift, alternativ ist sie auch nach der Bezeichnung, der vom Landesamt für Denkmalpflege vergebenen Nummer oder der Bauzeit sortierbar.
Kulturdenkmäler werden fortlaufend im Denkmalverzeichnis des Landes Hessen durch das Landesamt für Denkmalpflege Hessen auf Basis des Hessischen Denkmalschutzgesetzes (HDSchG) geführt. Die Schutzwürdigkeit eines Kulturdenkmals hängt nicht von der Eintragung in das Denkmalverzeichnis des Landes Hessen oder der Veröffentlichung in der Denkmaltopographie ab.

Die Kulturdenkmäler der einzelnen Ortsteile sind in eigenen Listen enthalten:
- Liste der Kulturdenkmäler in Ahlbach
- Liste der Kulturdenkmäler in Dietkirchen
- Liste der Kulturdenkmäler in Eschhofen
- Liste der Kulturdenkmäler in Lindenholzhausen
- Liste der Kulturdenkmäler in Linter
- Liste der Kulturdenkmäler in Offheim
- Liste der Kulturdenkmäler in Staffel

Die Kulturdenkmäler in der Kernstadt sind verschiedenen Gesamtanlagen zugeordnet, die auch als solche denkmalgeschützt sind. Zwecks Übersichtlichkeit wurden die zwei größten Gesamtanlagen in eigene Listen ausgelagert:
- Gesamtanlage Altstadt und Frankfurter Vorstadt – Umfasst die komplette Altstadt inklusive Dom und Schloss
- Gesamtanlage Diezer Straße/Parkstraße – Umfasst den Bereich nordwestlich des Bahnhofs (Adolfstraße, Annastraße, Diezer Straße, Freiherr-vom-Stein-Platz, Ferdinand-Dirichs-Straße, Hahlgartenweg, Josefstraße, Parkstraße und Weiersteinstraße)

In dieser folgenden Liste werden daher nur diejenigen Kulturdenkmäler aufgeführt, die keiner der beiden großen Gesamtanlagen zugeordnet sind.

## Liste der Kulturdenkmäler
| Bild                                              | Bezeichnung                                           | Lage                                                               | Beschreibung                                        | Bauzeit              | Objekt-Nr. |
| ------------------------------------------------- | ----------------------------------------------------- | ------------------------------------------------------------------ | --------------------------------------------------- | -------------------- | ---------- |
| Bildstock                                         | Bildstock                                             | Am Philippsdamm LageFlur: 17, Flurstück: 146                       |                                                     | 1688                 | 53225 DDB  |
| Ehemalige Schiffsladerampe an der Uferbefestigung | Ehemalige Schiffsladerampe an der Uferbefestigung     | Am Philippsdamm LageFlur: 17, Flurstück: 146                       |                                                     | 1908                 | 53224 DDB  |
| weitere Bilder                                    | Sachgesamtheit ehemaliges Bahnausbesserungswerk       | Bahnhof Limburg LageFlur: 45, Flurstück: 10/9, 10/10, 10/14, 10/19 |                                                     |                      | 52955 DDB  |
| weitere Bilder                                    | Denkmal des Erbauers der Lahnbahn Moritz Hilf         | Bahnhof Limburg/Vorplatz LageFlur: 45, Flurstück: 10/9             |                                                     | 1912                 | 53006 DDB  |
| weitere Bilder                                    | Sachgesamtheit Villa Josef Busch                      | Cahenslystraße 3a-3b LageFlur: 34, Flurstück: 28/12, 27/3          |                                                     | 1897                 | 53142 DDB  |
|                                                   |                                                       | Dietkircher Weg 7 LageFlur: 4, Flurstück: 112/5                    |                                                     | 1928                 | 53050 DDB  |
| Bildstock Eisenbahnstraße                         | Bildstock                                             | Eisenbahnstraße LageFlur: 30, Flurstück: 4/6                       |                                                     | 1690                 | 53091 DDB  |
| Eschhöfer Weg 5                                   |                                                       | Eschhöfer Weg 5 LageFlur: 29, Flurstück: 9/3                       |                                                     | 1902                 | 53092 DDB  |
| Eschhöfer Weg 6                                   |                                                       | Eschhöfer Weg 6 LageFlur: 29, Flurstück: 10/1                      |                                                     | 1906                 | 53093 DDB  |
| Frankfurter Straße 47                             |                                                       | Frankfurter Straße 47 LageFlur: 30, Flurstück: 148                 |                                                     | 1904                 | 53143 DDB  |
| weitere Bilder                                    | Bildstock                                             | Frankfurter Straße LageFlur: 30, Flurstück: 143                    |                                                     |                      | 53399 DDB  |
| weitere Bilder                                    | Stundenstein                                          | Am Hammerberg LageFlur: 30, Flurstück: 143                         |                                                     | 1789                 | 52991 DDB  |
| weitere Bilder                                    |                                                       | Diezer Straße 12 LageFlur: 36, Flurstück: 271/57                   |                                                     | 1903                 | 53051 DDB  |
| Diezer Straße 16                                  |                                                       | Diezer Straße 16 LageFlur: 36, Flurstück: 148/53                   |                                                     | 1908                 | 53347 DDB  |
| Diezer Straße 18                                  |                                                       | Diezer Straße 18 LageFlur: 36, Flurstück: 145/53                   |                                                     | 1907                 | 53052 DDB  |
|                                                   |                                                       | Diezer Straße 21 LageFlur: 36, Flurstück: 138/87                   |                                                     | 1907                 | 53053 DDB  |
| Ehemalige Friedhofskapelle                        | Ehemalige Friedhofskapelle                            | Friedhofsweg LageFlur: 41, Flurstück: 3                            |                                                     | 1894                 | 53273 DDB  |
| weitere Bilder                                    | Erich-Kästner-Schule                                  | Goethestraße 2a LageFlur: 50, Flurstück: 5/2, 10/23                |                                                     | 1954                 | 53147 DDB  |
| weitere Bilder                                    | Marienschule                                          | Graupfortstraße 5 LageFlur: 35, Flurstück: 84/1, 84/2, 64/8        |                                                     | 1853                 | 53156 DDB  |
| weitere Bilder                                    | Jüdischer Friedhof                                    | Hinterm Schafsberg LageFlur: 40, Flurstück: 1/2, 3                 |                                                     | 1880                 | 53275 DDB  |
|                                                   |                                                       | Hochstraße 1 LageFlur: 46, Flurstück: 52                           |                                                     | 1898                 | 53165 DDB  |
| Bildstock                                         | Bildstock                                             | Höhenstraße LageFlur: 15, Flurstück: 219                           |                                                     |                      | 53166 DDB  |
|                                                   |                                                       | Holzheimer Straße 96 LageFlur: 48, Flurstück: 105                  |                                                     | 1931                 | 53167 DDB  |
|                                                   |                                                       | Hospitalstraße 1 LageFlur: 35, Flurstück: 3/1                      |                                                     | 1908                 | 53168 DDB  |
| Bildstock                                         | Bildstock                                             | Hospitalstraße 2 LageFlur: 36, Flurstück: 73/2                     | Hospitalstraße 2, Bildstock                         | 1720                 | 53169 DDB  |
| Gemarkungsstein                                   | Gemarkungsstein                                       | Hospitalstraße 2 LageFlur: 36, Flurstück: 73/2                     |                                                     |                      | 53170 DDB  |
| weitere Bilder                                    | Wilhelmitenkloster und Klosterkirche St. Wilhelm      | Hospitalstraße 2 LageFlur: 36, Flurstück: 72/6, 73/2               | später Hospital und Hospitalkirche St. Anna         | 1725 bis 1775        | 53171 DDB  |
|                                                   |                                                       | Hospitalstraße 3 LageFlur: 35, Flurstück: 13                       |                                                     | 1902                 | 53172 DDB  |
|                                                   |                                                       | Im Schlenkert 13 LageFlur: 34, Flurstück: 23                       |                                                     | 1906                 | 53173 DDB  |
| weitere Bilder                                    | Villa Scheid                                          | In den Klostergärten 4 LageFlur: 33, Flurstück: 13/1               | Zweigeschossige Villa inmitten eines großen Gartens | 1932                 | 53164 DDB  |
|                                                   |                                                       | Josef-Ludwig-Straße 1a LageFlur: 36, Flurstück: 159/35             |                                                     | 1908                 | 53180 DDB  |
|                                                   |                                                       | Josef-Ludwig-Straße 2-4 LageFlur: 36, Flurstück: 22/1, 22/2        |                                                     | 1914                 | 53181 DDB  |
| weitere Bilder                                    | Grenzstein                                            | Lahnufer LageFlur: 30, Flurstück: 110/2                            |                                                     | 1625 bis 1675        | 53203 DDB  |
| weitere Bilder                                    | Historische Gemarkungssteine                          | Am Schafsberg LageFlur: 41, Flurstück: 34, 35; 154/105             |                                                     | Ende 18. Jahrhundert | 53159 DDB  |
| weitere Bilder                                    | Gemarkungsstein Nr. 22                                | An der Holzheimer Straße/Oberheide LageFlur: 52, Flurstück: 101/7  |                                                     | Ende 18. Jahrhundert | 53032 DDB  |
| weitere Bilder                                    | Gemarkungsstein Nr. 24                                | An der Holzheimer Straße/Oberheide LageFlur: 52, Flurstück: 200/7  |                                                     | Ende 18. Jahrhundert | 53032 DDB  |
|                                                   |                                                       | Schiede 6 LageFlur: 21, Flurstück: 37/2                            |                                                     | 1899                 | 53276 DDB  |
|                                                   |                                                       | Schiede 24 LageFlur: 44, Flurstück: 37/6                           |                                                     | 1889                 | 53281 DDB  |
| weitere Bilder                                    |                                                       | Schiede 31 LageFlur: 36, Flurstück: 34/3                           |                                                     | 1897                 | 53282 DDB  |
| weitere Bilder                                    | Kreishaus (Landratsamt des Kreises Limburg-Weilburg)  | Schiede 43 LageFlur: 36, Flurstück: 45/5                           |                                                     | 1926                 | 53283 DDB  |
| weitere Bilder                                    | Kreuzkapelle mit Kreuzweg und Ölberg                  | Tal Josaphat LageFlur: 30, Flurstück: 91, 93, 152/92               |                                                     | 1804                 | 53158 DDB  |
|                                                   |                                                       | Walderdorffstraße 3-5 LageFlur: 38, Flurstück: 103/8, 8/1          |                                                     | 1912                 | 53291 DDB  |
| Finanzamt                                         | Finanzamt                                             | Walderdorffstraße 11 LageFlur: 38, Flurstück: 6/23                 |                                                     | 1926                 | 53292 DDB  |
|                                                   |                                                       | Weiersteinstraße 1 LageFlur: 44, Flurstück: 34                     |                                                     | 1892                 | 53293 DDB  |
|                                                   |                                                       | Weiersteinstraße 6 LageFlur: 44, Flurstück: 23                     |                                                     | 1859 bis 1909        | 53294 DDB  |
| weitere Bilder                                    | Pallottinerinnenkloster Marienborn mit Exerzitienhaus | Weilburger Straße 5 LageFlur: 5, Flurstück: 192/4                  |                                                     | 1900/1901 und 1927   | 53295 DDB  |
| weitere Bilder                                    | Priesterseminar                                       | Weilburger Straße 16 LageFlur: 12, Flurstück: 4/28                 |                                                     | 1928                 | 53296 DDB  |
|                                                   |                                                       | Werner-Senger-Straße 6 LageFlur: 36, Flurstück: 79/1               |                                                     | 1890                 | 53297 DDB  |
|                                                   |                                                       | Werner-Senger-Straße 9 LageFlur: 36, Flurstück: 80/5               |                                                     | 1897                 | 53298 DDB  |
| weitere Bilder                                    | Neues Rathaus                                         | Werner-Senger-Straße 10 LageFlur: 36, Flurstück: 75/2              |                                                     | 1897                 | 53299 DDB  |
|                                                   |                                                       | Werner-Senger-Straße 11 LageFlur: 36, Flurstück: 82                |                                                     | 1902                 | 53300 DDB  |
|                                                   |                                                       | Werner-Senger-Straße 12 LageFlur: 36, Flurstück: 192/53            |                                                     | 1903                 | 53301 DDB  |
|                                                   |                                                       | Werner-Senger-Straße 13 LageFlur: 36, Flurstück: 176/84            |                                                     | 1902                 | 53302 DDB  |
|                                                   |                                                       | Werner-Senger-Straße 14 LageFlur: 36, Flurstück: 206/54            |                                                     | 1904                 | 53303 DDB  |
|                                                   |                                                       | Werner-Senger-Straße 18 LageFlur: 36, Flurstück: 270/56            |                                                     | 1938                 | 53304 DDB  |
|                                                   |                                                       | Werner-Senger-Straße 21 LageFlur: 36, Flurstück: 128/87            |                                                     | 1901                 | 53305 DDB  |
|                                                   |                                                       | Werner-Senger-Straße 23 LageFlur: 36, Flurstück: 51/1              |                                                     | 1894                 | 53306 DDB  |
|                                                   |                                                       | Werner-Senger-Straße 25 LageFlur: 36, Flurstück: 198/51            |                                                     | 1895 bis 1905        | 53307 DDB  |
|                                                   |                                                       | Werner-Senger-Straße 27 LageFlur: 36, Flurstück: 39/4              |                                                     | 1904                 | 53308 DDB  |
|                                                   |                                                       | Westerwaldstraße 10 LageFlur: 9, Flurstück: 25/1                   |                                                     | 1770 bis 1820        | 53309 DDB  |
|                                                   |                                                       | Westerwaldstraße 28 LageFlur: 9, Flurstück: 36/6                   |                                                     | Ende 18. Jahrhundert | 53310 DDB  |
| Bildstock                                         | Bildstock                                             | Westerwaldstraße 36 LageFlur: 9, Flurstück: 39/2                   |                                                     | 1767                 | 53311 DDB  |
|                                                   |                                                       | Wiesenstraße 13 LageFlur: 46, Flurstück: 40                        |                                                     | 1897                 | 53314 DDB  |
| Hofgut Blumenrod, ehemals Staatsdomäne            | Hofgut Blumenrod, ehemals Staatsdomäne                | Zeppelinstraße 12 LageFlur: 63, Flurstück: 31                      |                                                     | Ende 18. Jahrhundert | 53315 DDB  |

### Gesamtanlage Frankfurter Straße
| Bild           | Bezeichnung                                                     | Lage                                                                                    | Beschreibung                 | Bauzeit              | Objekt-Nr. |
| -------------- | --------------------------------------------------------------- | --------------------------------------------------------------------------------------- | ---------------------------- | -------------------- | ---------- |
| weitere Bilder | Katholische Pallottinerklosterkirche und Pfarrkirche St. Marien | Frankfurter Straße 56 LageFlur: 33, Flurstück: 12/22; 12/23, 12/26, 12/27, 12/29, 12/28 | Provinzialat der Pallottiner | Ende 19. Jahrhundert | 53312 DDB  |

### Gesamtanlage Galmer Berg
| Bild           | Bezeichnung     | Lage                                                   | Beschreibung | Bauzeit       | Objekt-Nr. |
| -------------- | --------------- | ------------------------------------------------------ | ------------ | ------------- | ---------- |
| weitere Bilder | Gemarkungsstein | Blumenröder/Egenolfstraße LageFlur: 50, Flurstück: 468 |              |               | 53090 DDB  |
| weitere Bilder |                 | Blumenröder Straße 9 LageFlur: 50, Flurstück: 445/37   |              | 1920 bis 1930 | 53345 DDB  |
|                |                 | Dippelstraße 4 LageFlur: 50, Flurstück: 467/36         |              |               | 53406 DDB  |
| weitere Bilder |                 | Egenolfstraße 2 LageFlur: 50, Flurstück: 39/1          |              | 1927          | 53348 DDB  |
| weitere Bilder |                 | Galmerstraße 4 LageFlur: 50, Flurstück: 91/36          |              | 1925          | 53146 DDB  |

### Gesamtanlage Neumarkt/Bahnhofstraße
| Bild           | Bezeichnung                                 | Lage                                          | Beschreibung | Bauzeit                | Objekt-Nr. |
| -------------- | ------------------------------------------- | --------------------------------------------- | ------------ | ---------------------- | ---------- |
| weitere Bilder | Evangelische Kirche und ev. Gemeindezentrum | Bahnhofstraße 1 LageFlur: 35, Flurstück: 36/2 |              | 1864–66                | 53007 DDB  |
|                |                                             | Bahnhofstraße 8 LageFlur: 35, Flurstück: 50   |              | Anfang 20. Jahrhundert | 53008 DDB  |
|                |                                             | Neumarkt 14 LageFlur: 35, Flurstück: 47/1     |              | 1901                   | 53157 DDB  |
| Georgsbrunnen  | Georgsbrunnen                               | Neumarkt LageFlur: 35, Flurstück: 127         |              | 1910                   | 53208 DDB  |
| weitere Bilder |                                             | Schiede 63 LageFlur: 36, Flurstück: 97/1      |              | 1885 bis 1895          | 53284 DDB  |

### Gesamtanlage Schiede/Ste.-Foy-Straße
| Bild                                         | Bezeichnung                                  | Lage                                                              | Beschreibung | Bauzeit                | Objekt-Nr. |
| -------------------------------------------- | -------------------------------------------- | ----------------------------------------------------------------- | --- | ---------------------- | ---------- |
|                                              |                                              | Am Zehntenstein 5 LageFlur: 21, Flurstück: 221/10                 | | 1907                   | 52997 DDB  |
| Haus Gartenfeld                              | Haus Gartenfeld                              | Am Zehntenstein 6 LageFlur: 21, Flurstück: 1/7                    | | 1905                   | 52998 DDB  |
|                                              |                                              | Am Zehntenstein 9-11 LageFlur: 21, Flurstück: 121/8               | | Anfang 20. Jahrhundert | 52999 DDB  |
|                                              |                                              | Dr.-Wolff-Straße 4 LageFlur: 22, Flurstück: 16/6                  | | 1905                   | 53089 DDB  |
|                                              |                                              | Frankenstraße 3 LageFlur: 22, Flurstück: 15/2                     | | Anfang 20. Jahrhundert | 53130 DDB  |
| weitere Bilder                               |                                              | Josef-Ludwig-Straße 3 LageFlur: 37, Flurstück: 47/1               | Es handelt sich um ein frei stehendes, zweieinhalbgeschossige Wohn- und Geschäftshaus an der Einmündung der Josef-Ludwig-Straße in die Schiede, das durch das Bauunternehmen Johann Georg Brötz errichtet wurde. Auf unregelmäßigem, annähernd fünfeckigem Grundriss erhebt sich der stattliche historistische Blendziegelbau mit Fenstergewänden und rustizierten Eckquaderungen aus Rotsandstein über einem grauen Bruchsteinsockel. | 1893                   | 53182 DDB  |
| weitere Bilder                               |                                              | Schiede 13/Konrad-Kurzbold-Str. 9 LageFlur: 22, Flurstück: 9/2    | | 1903                   | 53277 DDB  |
| weitere Bilder                               | Land- und Kreisgericht sowie Gefängnis       | Schiede 14/Walderdorffstraße 16 LageFlur: 37, Flurstück: 44/1, 43 | | 1854 bis 1904          | 53279 DDB  |
|                                              |                                              | Ste.-Foy-Straße 10 LageFlur: 21, Flurstück: 22/1                  | | 1903                   | 53287 DDB  |
|                                              |                                              | Ste.-Foy-Straße 12 LageFlur: 21, Flurstück: 110/21                | | 1908                   | 53288 DDB  |
| Turnhalle des Turnvereins 1848 e. V. Limburg | Turnhalle des Turnvereins 1848 e. V. Limburg | Ste.-Foy-Straße 16 LageFlur: 21, Flurstück: 107/8                 | | 1903                   | 53289 DDB  |
|                                              |                                              | Ste.-Foy-Straße 18 LageFlur: 21, Flurstück: 116/8                 | | 1904                   | 53290 DDB  |